# Мирча (Закарпатская область)
Мирча (укр. Мирча) — село в Дубриничско-Малоберезнянской сельской общине Ужгородского района Закарпатской области Украины.
Население по переписи 2001 года составляло 686 человек. Почтовый индекс — 89040. Телефонный код — 03135. Занимает площадь 4,186 км². Код КОАТУУ — 2120883603.

## Известные жители
- Ревай, Фёдор Иванович (1890—1945) — политический и общественный деятель Закарпатья, редактор.
- Ревай, Юлиан Иванович (1899—1979) — политический и общественный деятель Закарпатья, педагог, редактор. Премьер-министр Карпатской Украины.